# Chalcis amphilochus
Chalcis amphilochus is een vliesvleugelig insect uit de familie bronswespen (Chalcididae). De wetenschappelijke naam is voor het eerst geldig gepubliceerd in 1846 door Walker.